# Łapszów
Łapszów – wieś w Polsce położona w województwie małopolskim, w powiecie proszowickim, w gminie Koszyce.
Łapszów nazywany był wcześniej Ławszowem. Według „Słownika geograficznego Królestwa Polskiego i innych krajów Słowiańskich”, w 1363 roku został odnotowany Dobiesław „de Lawszow” (Dobiesław w Lawszowej), a w 1382 roku Stanisław z Lawszowej. Dobiesław z Ławszowej herbu Strzemię był wspólnym przodkiem rodzin Szalewskich (z Szalowej), Korzeńskich (z Korzennej), Królewskich (z Królewic). Możliwe, że Ławszów  (obecnie Łapszów)  jest pierwotnym gniazdem wszystkich Strzemieńczyków, ponieważ zawołaniem rodowym tego herbu było „Ławszowa”.  Także wszystkie wymienione rody szlacheckie nosiły herb Strzemię.
W latach 1975–1998 miejscowość administracyjnie należała do województwa kieleckiego. Integralne części miejscowości to: Korczak, Parcelacja, Podgaje Łapszowskie. W Łapszowie znajduje się 77 domów, 343 mieszkańców. Mieszkańcy wsi zajmują 6% całej ludności gminy. W miejscowości tej prężnie działa Koło Gospodyń Wiejskich z Łapszowa.